# Lac Võrtsjärv
Le Lac Võrtsjärv est un lac eutrophique situé au centre de l'Estonie, entre les villes de Viljandi et de Tartu.

## Géographie
Le lac Võrtsjärv est situé à la frontière des comtés Tartu, de Viljandi et de Valga.
Il s'étend sur une surface de 269,19 km2 c'est le plus grand lac d'Estonie et des pays Baltes après le lac Peipous et la plus grande étendue d'eau intérieure du pays. 
Son volume d'eau est de 0,75 km3. 
Sa profondeur moyenne est de 2,8 mètres, sa profondeur maximale est de 6 mètres.
La superficie de son bassin versant est de 3 380 km2. 
Sa surface est à 33 mètres d'altitude.
Le Võrtsjärv compte 21 affluents, dont les plus importants sont Väike Emajõgi, Õhne jõgi et Tänassilma jõgi.
Le lac Võrtsjärv compte plusieurs îles : Pähksaar, Tondisaar, Rättsaar, Ainsaar, Heinassaar, Petassaar, samuti Leie, Soolika ja Suurkivi vare, Pikkvare et Heinassaar.

## Écologie
Ce lac est eutrophe et la dynamique de sédimentation y est suivie par une station de suivi limnologique.
En raison de la combinaison d'effets anthropiques (pollution par les engrais, augmentation du ruissellement et de l'érosion du bassin versant, dérèglement climatique), le lac est affecté par des changements écologiques rapides, mesurables dans la couche sédimentaire (via le taux de phosphore par exemple)  ou via le suivi d'espèces (éventuellement bioindicatrices) de plancton,, lequel est fortement affecté par les changements de température (liés au climat local et régional) et éventuellement à une modification de l'albédo du lac (liée au temps de prise par la glace, et moindrement mais significativement à la turbidité de l'eau.

## Climat, température
Une augmentation de la température printanière de l'eau du lac (et d'autres lacs de la zone boréale et circumboréale) est constatée depuis un demi-siècle, due au dérèglement climatique. 
Cette hausse de température accompagne aussi une réduction plus précoce du niveau de l'eau au printemps, a modifié le comportement de ponte des poissons (date plus précoce ou non du frai, selon l'espèce). 
Ce phénomène a été étudié dans ce lac (et dans le lac Peïpous, mois profond) chez la brème (qui pond maintenant nettement plus tôt) et le gardon qui pond toujours à la même date, mais dans une eau plus chaude (d'environ 2 °C). Cette différence de mode d'adaptation pourrait affecter les relations entre les deux espèces et entre ces espèces et le reste du réseau trophique (désynchronisation écologique).

## Galerie

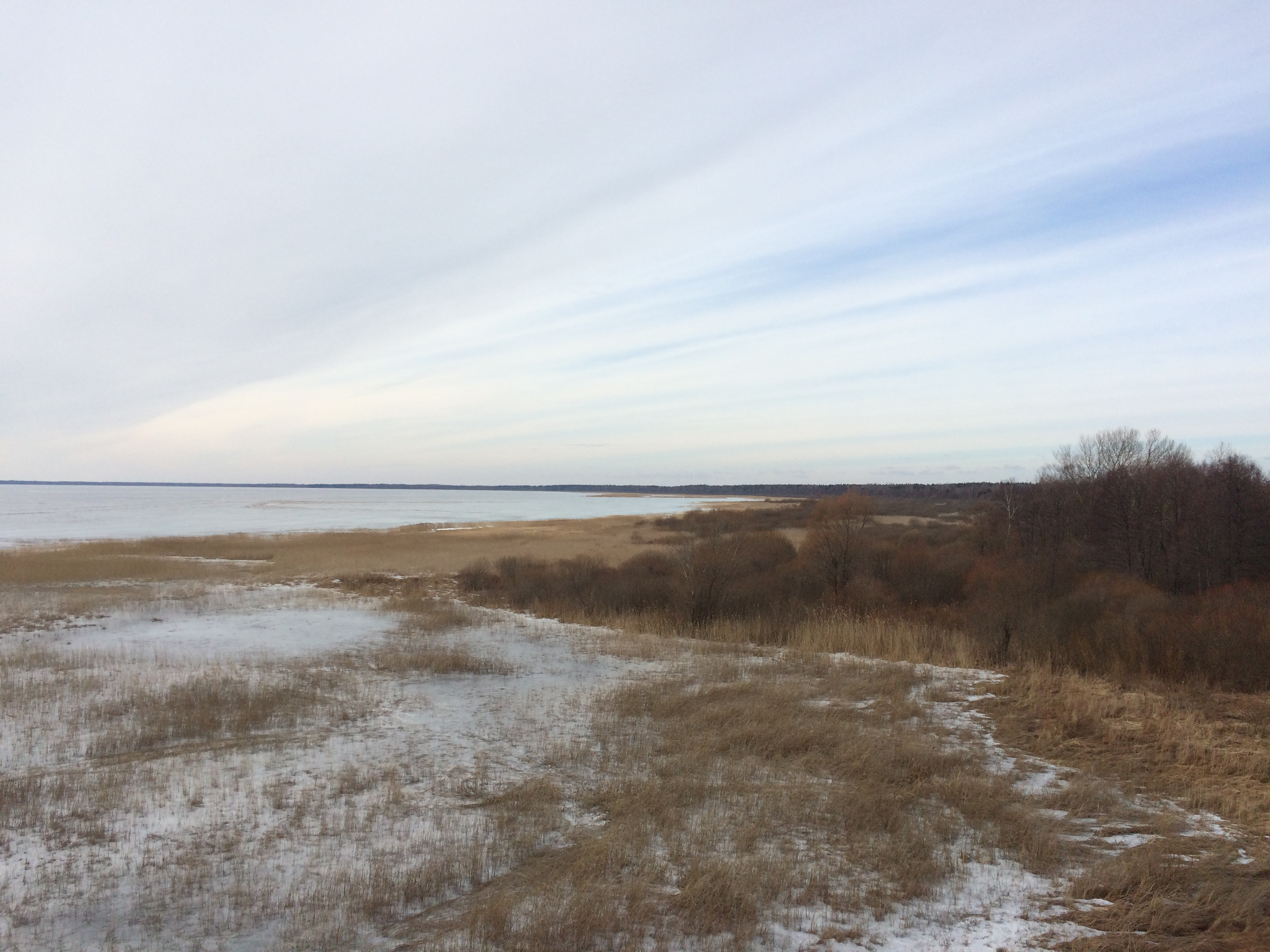
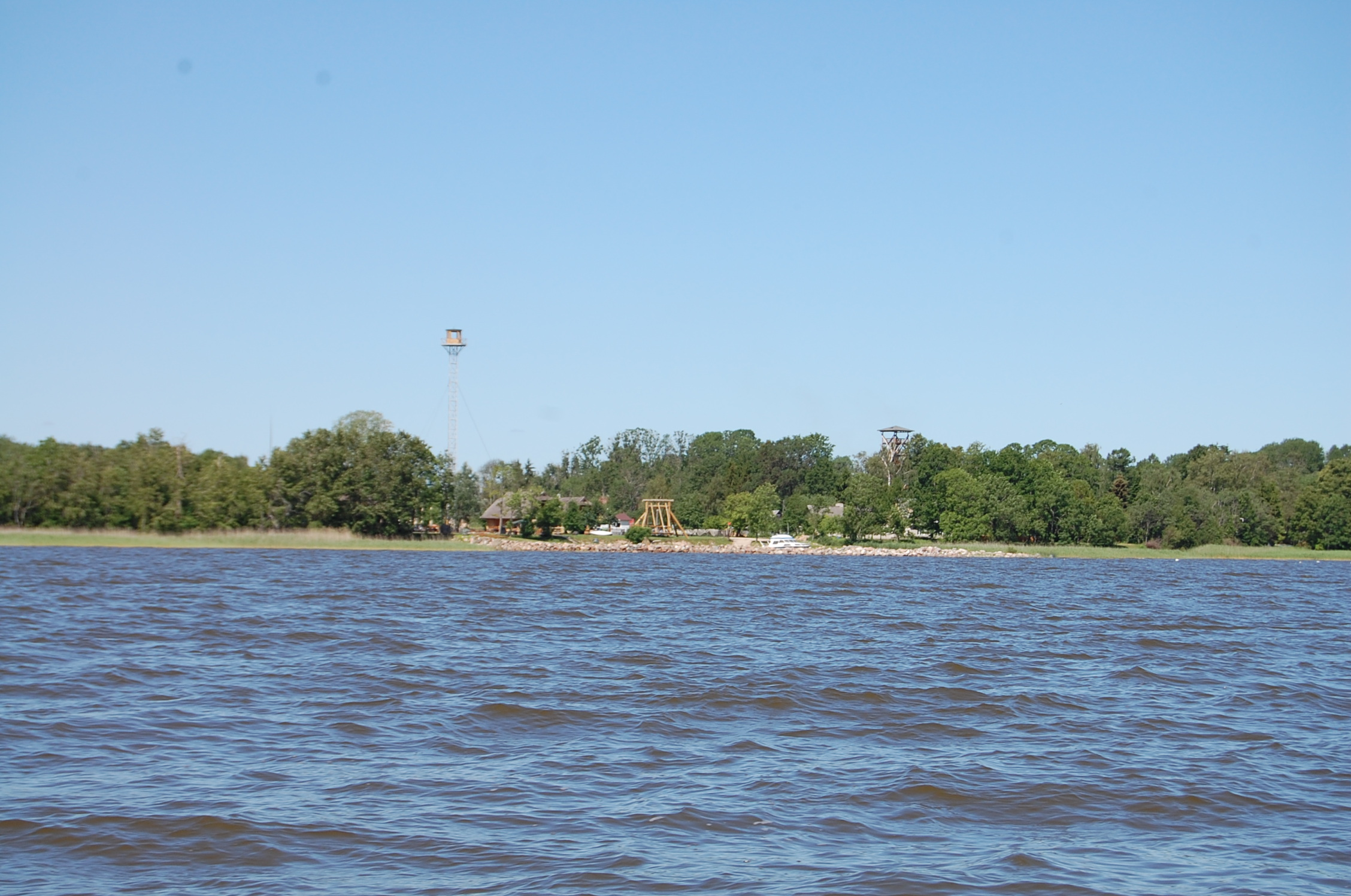
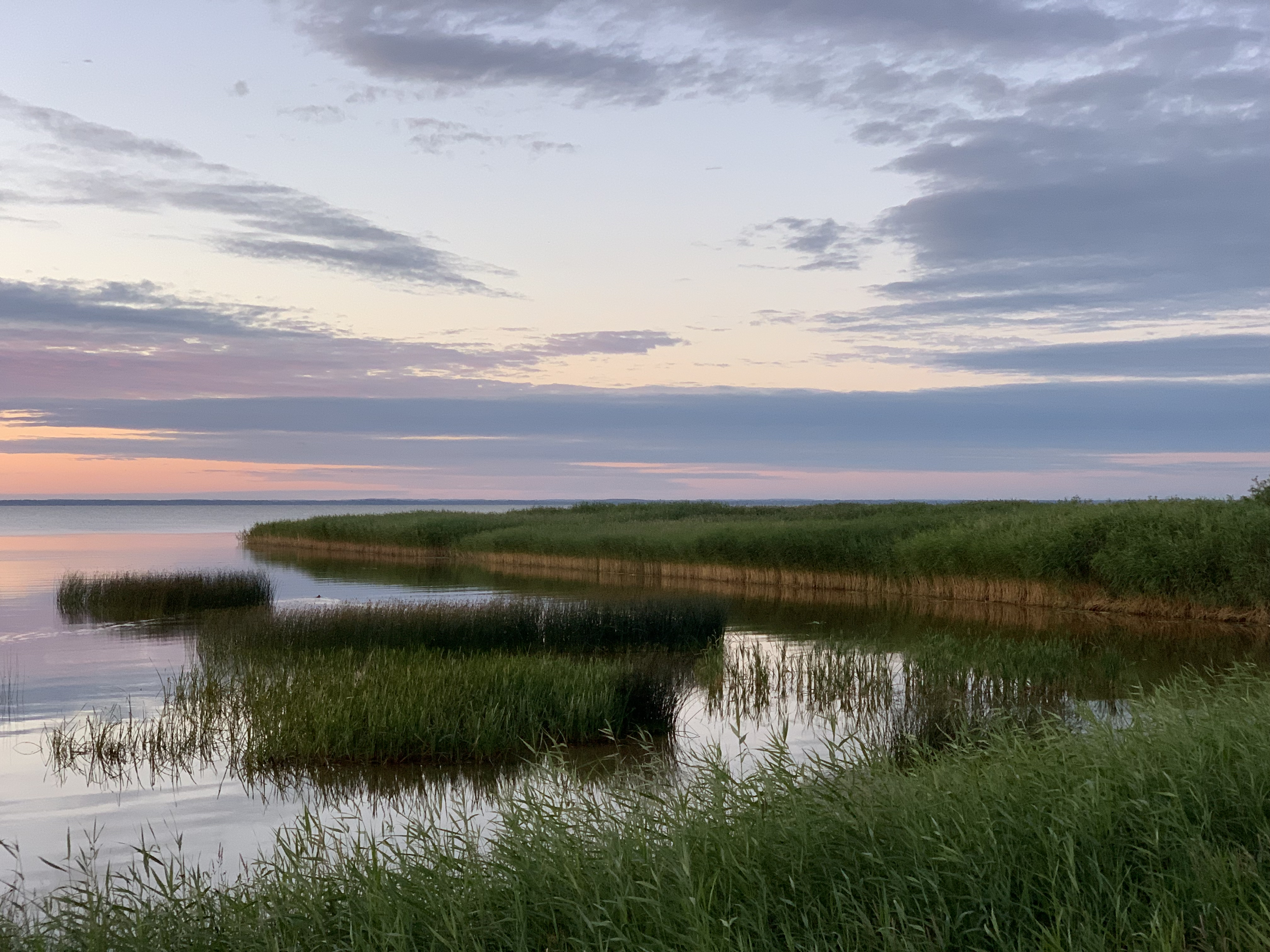
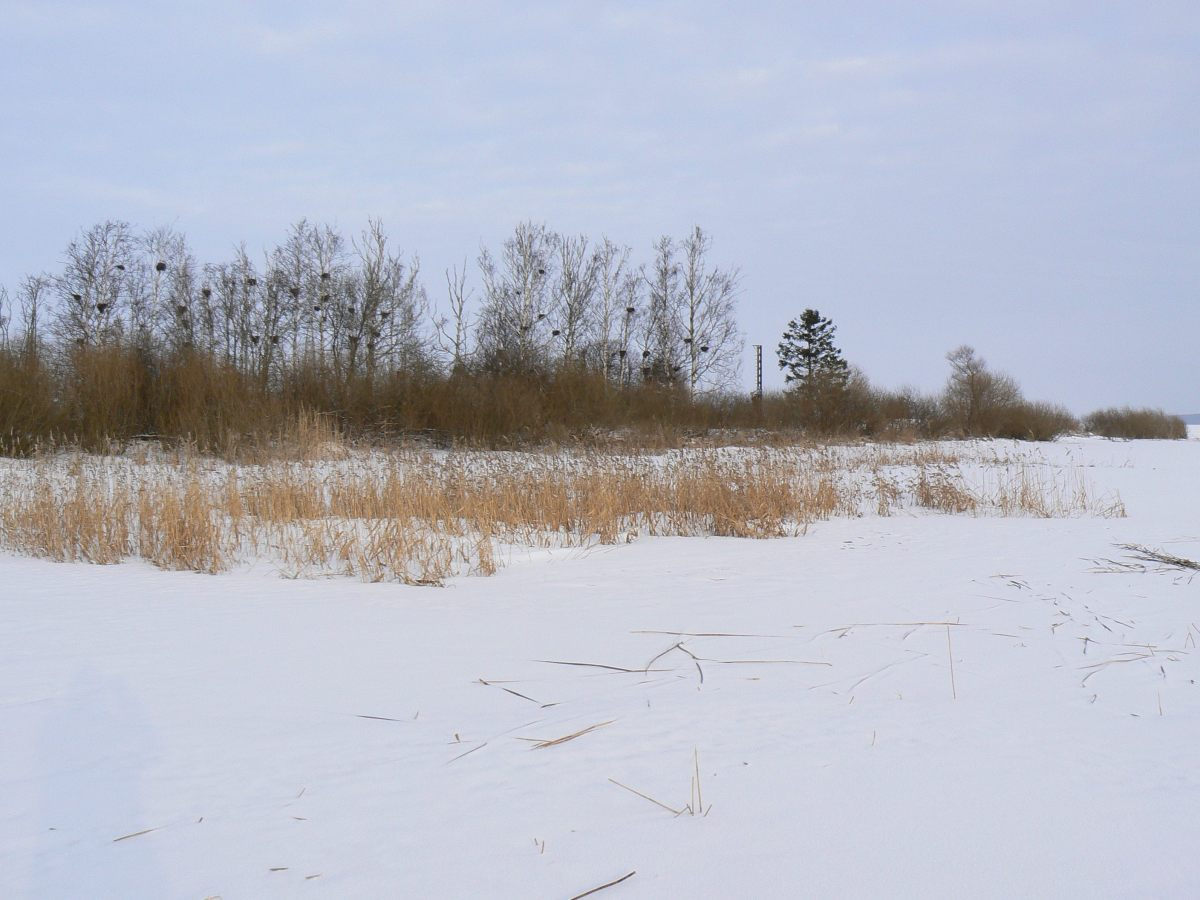